# Кежемски рејон
Кежемски рејон (рус. Кежемский район) је општински рејон у источном делу Краснојарске Покрајине, Руске Федерације у делу познатијем као Доње Приангарје.
Административни центар рејона је насеље Кодинск (рус. Кодинск).
Рејон је формиран 4. јула 1927. године као резултат раздвајања од Приангарског подручја. Територија рејона је најпре била под јурисдикцијом региона источног Сибира, да би 7. децембра 1934. постала део Краснојарске Покрајине.
Суседне области рејона су:
- север: Евенкијски рејон, раније Евеникијски аутономни округ;
- исток и југ: Иркутска област;
- запад: Богучански рејон

Укупна површина рејона је 34.541 km².
Укупан број становника рејона је 21.468 (2014).